# Olga Orozco
Olga Noemí Gugliotta alias Olga Orozco, född 17 mars 1920 i Toay, död 15 augusti 1999 i Buenos Aires, var en argentinsk poet. Hon arbetade för Clarín. 

## Verk
- Desde lejos (1946)
- Las muertes (1951)
- Los juegos peligrosos (1962)
- La oscuridad es otro sol (1967)
- Museo salvaje (1974)
- Veintinueve poemas (1975)
- Cantos a Berenice (1977)
- Mutaciones de la realidad (1979)
- La noche a la deriva (1984)
- En el revés del cielo (1987)